# 菲律賓高身豆娘魚
菲律賓高身豆娘魚，(學名：Altrichthys curatus，被IUCN列為易危保育類動物，為輻鰭魚綱鱸形目隆頭魚亞目雀鯛科的其中一種，分布於中西太平洋菲律賓海域，深度1-10公尺，本魚體呈卵圓形而側扁，體色上半部為黃色，背部顏色較深，腹部銀白色，魚鰭黃色，尾鰭深叉形，體長6.5公分，棲息在沿海珊瑚礁區，通常為枝狀珊瑚，成對或成群活動，以浮游生物為食，在繁殖期時會成對出現，具領域性，雄魚會守護魚卵，生活習性不明。